# متحف منزل فان كورتلاند
متحف منزل فان كورتلاند، المعروف أيضًا باسم منزل فريدريك فان كورتلاند أو ببساطة منزل فان كورتلاند، يعد أقدم مبنى في حي برونكس في مدينة نيويورك .تقع في الجزء الجنوبي الغربي من منتزه فان كورتلاند ويمكن الوصول إليها عبر برودواي ( الولايات المتحدة الطريق 9 ).
تم بناء المنزل في عام 1748على الطراز الجورجي من قبل الأفارقة الذين استعبدهم فريدريك فان كورتلاند(1699 – 1749)لعائلته. توفي فان كورتلاند قبل اكتمال بنائه وورث ابنه جيمس كورتلاند الملكية (1727 – 1787).
صمم المنزل على شكل سقف مزدوج، تم بناؤه من الحجر الميداني الملبس وهو أحد أروع الأمثلة في البلاد على الطراز الجورجي العالي في الحجر.
أنشأت عائلة فان كورتلاندس، وهي عائلة تجارية بارزة في شؤون نيويورك، مزرعة حبوب وطاحونة في الممتلكات. تم استخدام المنزل خلال الحرب الثورية من قبل كونت دي روشامبو وماركيز دي لافاييت وجورج واشنطن. في عام 1889،باعت العائلة العقار إلى مدينة نيويورك كجزء من إنشاء منتزه فان كورتلاند. أُضيف إلى السجل الوطني للأماكن التاريخية في عام 1967 وأصبح معلمًا تاريخيًا وطنيًا في عام 1976. تم تشغيل المنزل كمتحف منزل تاريخي منذ عام 1897، وهو الأول في المدينة والرابع في البلاد.

## روابط خارجية
- متنزه فان كورتلاند، إدارة المتنزهات والترفيه بمدينة نيويورك
- الموت في برونكس، مذبحة ستوكبريدج الهندية، 31 أغسطس 1778